# Forest (La'cryma Christiの曲)
「Forest」（フォレスト）は、La'cryma Christiの楽曲でインディーズ活動時の1997年3月12日に発表したシングル。

## 解説
前年にリリースされたミニ・アルバム『Dwellers of a Sandcastle』からのシングルカット。インディーズレーベルから最後に発表された楽曲。
1998年に詞と曲を書き換えた別バージョン「In Forest」としても発表。

## ミュージック・ビデオ
ミュージック・ビデオはイタリアのヴェネツィアで撮影されており、インディーズバンドとしては破格の扱いとなっている。このエピソードは後に「La'cryma Christiの伝説」としてテレビで語られた。

## タイアップ
- テレビ朝日系列ドラマ「お天気お姉さん2リョーコPuriPuri」エンディングテーマ[1]

## 収録曲
全作詞：TAKA　全編曲：La'cryma Christi
1. Forest
  - 作曲：HIRO
2. Poison rain
  - 作曲：HIRO,SHUSE,KOJI
3. Forest（Radio Edit）
  - 作曲：HIRO

## 収録作品
- Warm Snow（#1,2）
- Dwellers of a Sandcastle（#1,2）
- GREATEST-HITS（#1）
- Sound & Vision THE SINGLES + Selection from Live “DECADE”（#1）
- La'cryma Christi Singles + Clips（#1,2）